# Zappos Theater

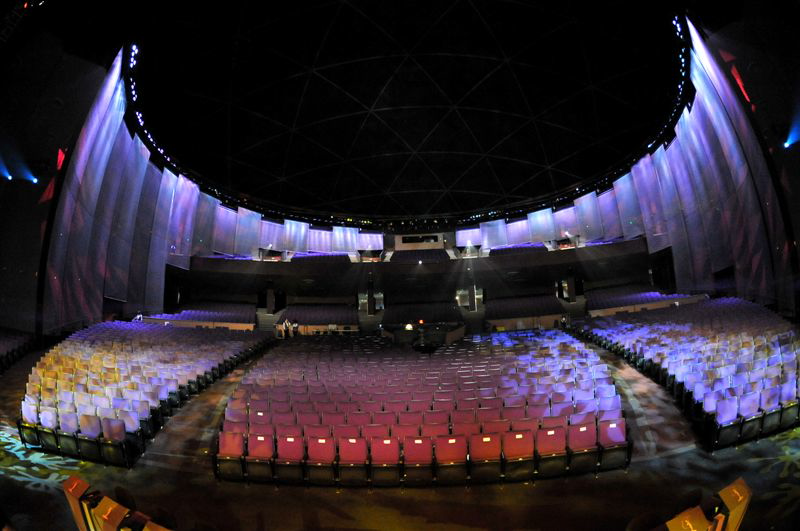
Interior del teatro desde el escenario (2009)

 The AXIS (antes llamado Theatre for the Performing Arts o PH Live) es un teatro ubicado en el Planet Hollywood Resort and Casino en Las Vegas, Nevada. Tiene capacidad para 7,000 personas.

## Historia
El teatro fue inaugurado como parte del hotel Aladdin durante las modificaciones hechas en 1976, poseía una capacidad de 7,500 asientos.
El teatro fue la única parte del complejo que no fue destruida durante la reconstrucción de 1996. Sin embargo en las renovaciones el número de butacas se redujo a 7,000 y ahora se llama The Theatre for the Performing Arts.  En el rediseño se mantuvo la sección de cortinas que permite al teatro que sea reconfigurado para acomodar a distintos tamaños de audiencia de entre 2,500 a 7,000.
El Aladdin y el teatro obtuvieron la atención internacional el 18 de julio de 2004 cuando Linda Ronstadt fue sacada de la propiedad después de expresar su apoyo al documentalista Michael Moore durante un concierto.
El Teatro fue la sede de los certámenes de Miss Universo 1991, 1996, 2012, 2015 y 2017, y Miss America, al igual que el Miss USA 2008 a Miss USA 2011..
Actualmente es el recinto que alberga el espectáculo Britney: Piece Of Me, la residencia de 4 años de La Princesa del Pop Britney Spears, el cual celebra la carrera de la cantante y consta de un show con más de 20 canciones, efectos de agua y espectáculos pirotécnicos. Asimiso, también alberga la residencia de la cantante Jennifer Lopez, que comparte espacio con Spears con su Jennifer Lopez: All I Have.